# Will o' the Wisp (cómic)
Will o 'the Wisp (Dr. Jackson Arvad) (en español Fuego Fatuo) es un personaje ficticio, un supervillano que aparece en los cómics estadounidenses publicados por Marvel Comics. Es un físico que obtuvo el control sobre la atracción electromagnética entre las moléculas de su cuerpo, lo que le permite ajustar su densidad (como la Visión). A menudo es un enemigo de Spider-Man.

## Historial de publicaciones
El personaje apareció por primera vez en The Amazing Spider-Man #167 (Abr 1977).

## Biografía del personaje ficticio
Jackson Arvad nació en Scranton, Pennsylvania. Exempleado de Petroléra Roxxon, trabajó en la división dedicada a la investigación electromagnética como científico. Bajo la presión constante de ser despedido, Arvad pasó mucho tiempo promoviendo su trabajo en electromagnetismo, durmiendo poco en el proceso. Finalmente terminó durmiendo en el trabajo, incapaz de salvarse de un accidente de laboratorio que cambiaría su vida.
Terminó atrapado en el campo electromagnético de un dispositivo en el que estaba trabajando, el dispositivo debilita la atracción electromagnética entre las moléculas en su cuerpo, amenazando su vida. Cuando su jefe se enteró del accidente, decidió dejar morir a Arvad, pero no antes de exigir cualquier aplicación científica que hubiera tenido el dispositivo.
Sin embargo, Arvad pudo salvarse cuando se enteró de que repentinamente podía controlar el nivel de atracción entre las moléculas de su cuerpo.
Will o 'the Wisp fue obligado por su empleador, Jonas Harrow, a realizar actividades delictivas. Spider-Man lo persuadió para que resistiera a Harrow.
Intentó matar a su empleador, Jonas Harrow varias veces, pero Spider-Man lo detuvo cada vez o inadvertidamente por Tarántula. Finalmente, optó por hipnotizar al hombre para que confesara sus crímenes a la policía.
Will o 'the Wisp luego tomó el control del traje de batalla de Killer Shrike y secuestró a la Dra. Marla Madison, quien lo devolvió a su forma corpórea. Will o 'the Wisp más tarde obligó a su antiguo socio, James Melvin, a exponer las actividades ilícitas de la Corporación Brand a los medios de comunicación.
Will o 'the Wisp más tarde se encontró por primera vez con Los Forajidos mientras cazaba a Spider-Man en relación con un crimen. Will o 'the Wisp finalmente se unió a los Forajidos como aventurero, para rescatar a la hija secuestrada de un funcionario canadiense.

### Civil War
Años más tarde, Will o 'the Wisp aparecería en alianza con el Espantapájaros y más tarde Molten Man como parte del plan del Camaleón para vengarse de Peter Parker después de desenmascararse durante Civil War.
Fue visto entre un ejército de supervillanos organizado por Hammerhead que fue capturado por Iron Man y los agentes de S.H.I.E.L.D..
En The Punisher War Journal (2a serie) # 4, The Punisher hizo explotar un bar donde Will o 'the Wisp asistía a la estela de Stilt-Man, después de envenenar a los invitados. Más tarde se mencionó en She-Hulk (volumen 2) # 17 que "todos tenían que lavarse el estómago y ser tratados por quemaduras de tercer grado".

## Poderes y habilidades
Como resultado de la exposición a la "cámara magnética" de Jackson Arvad y James Melvin, Will-O'-The-Wisp tiene la capacidad de controlar las partículas electromagnéticas que forman su cuerpo. Esto le permite variar la densidad de su cuerpo para hacer que parte, o todo, de su cuerpo sea intangible o duro como una roca, similar a la visión sintezoide. También tiene fuerza sobrehumana a densidades más altas, y tiene velocidad y durabilidad sobrehumanas. Además, tiene la capacidad de volar, y a velocidades subsónicas, Will-O'-The-Wisp parece no ser más que una esfera brillante. Will-O'-The-Wisp también puede hipnotizar a las personas por un corto período de tiempo. Will-O'-The-Wisp puede hacer que las moléculas de su cuerpo oscilen a una pequeña distancia de su cuerpo, haciéndolo parecer una esfera etérea y brillante.
Jackson Arvad es un científico brillante, especialmente en el campo de la electromagnética, con una maestría en ciencias en ingeniería eléctrica.